# Contraloría General de la República (Paraguay)
La Contraloría General de la República del Paraguay ha elaborado su Plan Estratégico 2017-2021, donde ha declarado un Marco Estratégico que consta de:

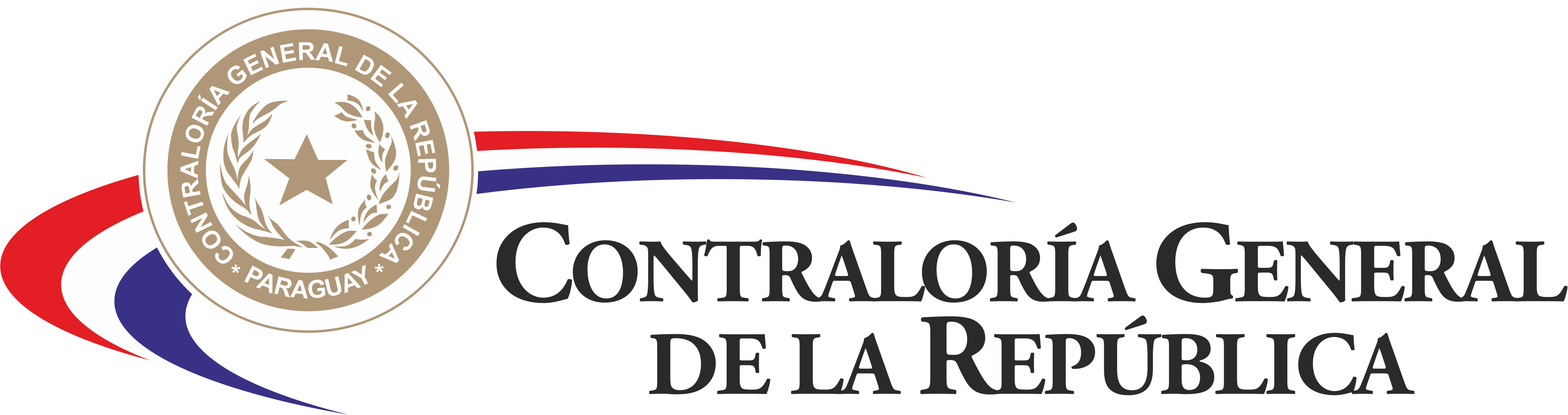
Contraloría General de la República del Paraguay

Misión: Organismo constitucional de control gubernamental, que fiscaliza y protege el patrimonio público en beneficio de la sociedad.
Visión: Organismo constitucional de control gubernamental confiable, reconocido por la efectividad de la gestión de control y agente de cambio para la buena administración.
Valores Integridad, Profesionalismo, Confiabilidad, Responsabilidad e Innovación.
La Contraloría General de la República es miembro de la INTOSAI (Organización Internacional de las Entidades Fiscalizadoras Superiores), de la OLACEFS (Organización Latinoamericana y del Caribe de Entidades Fiscalizadoras Superiores) y de la EFSUR (Entidades Fiscalizadoras Superiores de los Países del MERCOSUR y Asociados).

## LEY N.º. 276. - Orgánica y funcional de la Contraloría General de la República

### El Congreso de la naciòn paraguaya sanciona con fuerza de Ley
Artículo 1º.- La Contraloría General de la República es el organismo de control de las actividades económicas y financieras del Estado, de los Departamentos y de las Municipalidades, en la forma determinada por la Constitución Nacional y por esta Ley. Goza de autonomía funcional y administrativa.
La referencia de la misma será de la Contraloría General.
Artículo 2º.- La Contraloría General, dentro del marco determinado por los Artículos 281 y 283 de la Constitución Nacional, tiene por objeto velar por el cumplimiento de las normas jurídicas relativas a la administración financiera del Estado y proteger el patrimonio público, estableciendo las normas, los procedimientos requeridos y realizando periódicas auditorías financieras, administrativas y operativas;; controlando la normal y legal percepción de los recursos y los gastos e inversiones de los fondos del sector público, multinacional, nacional, departamental o municipal sin excepción, o de los organismos en que el Estado sea parte o tenga interés patrimonial a tenor del detalle desarrollado en el Artículo 9º. de la presente Ley;; y aconsejar, en general, las normas de control interno para las entidades sujetas a su supervisión.

DE SU COMPOSICION, DESIGNACION Y REMOCION
Artículo 3º.- La Contraloría General será ejercida por un contralor y un subcontralor, quienes deberán ser de nacionalidad paraguaya, de treinta años cumplidos, graduados en Derecho o en Ciencias Económicas, Administrativas y Contables. Serán designados por la Cámara de Diputados por mayoría absoluta de sendas ternas de candidatos propuestos por la Cámara de Senadores, con idéntica mayoría;; durarán cinco años en sus funciones y podrán ser reelectos por un periodo más con sujeción a los mismos trámites.
Artículo 4º.- El contralor general y el subcontralor, para la posesión de sus cargos, deberán prestar juramento ante la Cámara de Diputados de la Nación.
DE LOS IMPEDIMENTOS
Artículo 5º.- No podrán ser contralor general y subcontralor las personas::
a) Que hayan sido sancionadas administrativamente con medidas disciplinarias de segundo grado durante el desempeño de una función pública;;
b) Que hayan sido condenadas por delitos que merezcan pena penitenciaria, con excepción de la derivada por accidente de tránsito;; y,
c) Que estén comprendidas dentro del cuarto grado de consanguinidad o segundo de afinidad con el presidente o el vicepresidente de la República.
Artículo 6º.- El contralor general y el subcontralor tienen las mismas inmunidades e incompatibilidades prescriptas para los magistrados judiciales. Tendrán un rango equivalente al de ministro del Poder Ejecutivo. No podrán ser removidos salvo por comisión de delito o mal desempeño de sus funciones, y por el procedimiento establecido para el juicio político.
Artículo 7º.- El contralor general y el subcontralor serán personalmente responsables de sus actos oficiales y de la omisión o desviación del cumplimiento de sus funciones legales.
Artículo 8º.- El contralor general y el subcontralor no podrán ser sometidos a juicio por las acciones realizadas en el ejercicio de sus funciones, salvo lo expuesto en el artículo anterior.
DEBERES Y ATRIBUCIONES
Artículo 9º.- Son deberes y atribuciones de la Contraloría General::
a) El control, vigilancia y la fiscalización de los bienes públicos y del patrimonio del Estado, los de las entidades regionales o departamentales, los de las Municipalidades, los del Banco Central y los de los demás Bancos del Estado o mixtos, los de las entidades autónomas, autárquicas o descentralizadas, así como los de las empresas del Estado o mixtas;;
b) El control de la ejecución y la liquidación del Presupuesto General de la Nación;;
c) El control de la ejecución y la liquidación de los presupuestos de todas las reparticiones mencionadas en el inc. a), como asimismo el examen de sus cuentas, fondos e inventarios. Al 30 de agosto de cada año, a más tardar, elevará un informe al Congreso sobre la ejecución y liquidación presupuestaria del año anterior, para que la consideren ambas Cámaras;;
d) Fiscalizar las cuentas nacionales de las Empresas o Entidades Multinacionales de cuyo capital participe el Estado en forma directa o indirecta, en los términos de sus respectivos Tratados y/o Cartas Orgánicas;;
e) El requerimiento de informes sobre la gestión fiscal y patrimonial a toda persona o entidad pública, mixta o privada que administre fondos, servicios públicos o bienes del Estado, a las Entidades Regionales o Departamentales y a los Municipios, todas las cuales deben poner a su disposición la documentación y los comprobantes requeridos para el mejor cumplimiento de sus funciones, dentro de un plazo de cinco a veinte días;;
f ) La recepción de las declaraciones juradas de bienes de los funcionarios públicos, dentro de las garantías previstas en la Constitución Nacional, así como la formación de un Registro de las mismas, y la producción de dictámenes sobre la correspondencia entre tales declaraciones prestadas al asumir los respectivos cargos, y las que el funcionario público formule al cesar en el cargo; suministrará los informes contenidos en el Registro a pedido expreso del Poder Ejecutivo, de cualquiera de las Cámaras del Congreso Nacional, del fiscal general del Estado, del procurador general de la República, de la Comisión Bicameral Investigadora de Ilícitos y del Organismo jurisdiccional competente;;
g) La denuncia a la Justicia ordinaria y al Poder Ejecutivo de todo delito del cual tenga conocimiento en razón de sus funciones específicas, siendo solidariamente responsable, por omisión o desviaciones, con los organismos sometidos a su control, cuando estos actuasen con deficiencia o negligencia;;
h) Realizar auditorías financieras, administrativas, operativas o de gestión de todas las reparticiones públicas mencionadas en el inciso a), y la emisión de dictámenes e informes sobre las mismas. Podrá además solicitar informes en el ámbito del sector privado relacionado con estas, siendo la expedición de los mismos de carácter obligatorio, dentro de un plazo de treinta días;;
i) Contratar en caso necesario profesionales especializados para ejecutar auditorías independientes de las Entidades y Organismos sujetos a su control y supervisión. Dichas labores serán ejecutadas bajo supervisión de la Contraloría General;;
j) Dictar los reglamentos internos, normas, manuales de procedimientos, e impartir las instrucciones necesarias para el cumplimiento de esta ley;;
k) Elevar informe y dictamen sobre el informe financiero anual en los términos del Artículo 282 de la Constitución Nacional;;
l) Verificar los gastos e inversiones del Presupuesto de los Poderes Legislativo y Judicial;;
m) Controlar la veracidad de los Informes Oficiales relacionados con las estadísticas financieras y económicas de la Nación;;
n) Dar a conocer a ambas Cámaras del Congreso y al Poder Ejecutivo toda transgresión de disposiciones constitucionales y legales de que tenga conocimiento como resultado de su función de control y fiscalización de la ejecución del Presupuesto General de la Nación;;
ñ) Revisar y evaluar la calidad de las auditorías tanto internas como externas de las instituciones sujetas a su fiscalización y control;;
o) Vigilar y controlar los ingresos y egresos del Tesoro Nacional;;
p) Fiscalizar las etapas de Privatización de las Empresas Públicas del Estado;;
q) Emitir dictamen sobre los Acuerdos de Donaciones, Préstamos no Reembolsables, y de los Préstamos Nacionales e internacionales, antes de su tratamiento en el Congreso Nacional;;
r) Controlar desde su inicio todo el proceso de licitación y concurso de precios de los organismos sometidos a su control;;
s) Instalar Oficinas Regionales, bajo su supervisión, debiendo dictar los reglamentos operativos que correspondan;; y,
t) Disponer las providencias que correspondan para el cumplimiento de los demás deberes y atribuciones conferídale por esta Ley.
DE LAS INTERVENCIONES Y PEDIDOS DE INFORMES
Artículo 10.- El contralor general o quien lo sustituya, para el cumplimiento de sus funciones, podrá requerir informes a cualquier ente u oficina sometida a su control, e impartir las instrucciones pertinentes en el ámbito de su competencia.
El suministro de tales informes será obligatorio para los organismos y funcionarios públicos o privados a que se refiera en cada caso concreto, sopena de incurrir en encubrimiento en los casos en que se comprobaren ilícitos.
Artículo 11.- En caso de incumplimiento de lo dispuesto en esta Ley, la Contraloría General dispondrá la instrucción del sumario correspondiente a través de su asesoría jurídica. El resultado del sumario y sus antecedentes serán remitidos al superior jerárquico de la institución donde presta servicio el funcionario, y en su caso al Fiscal General del Estado u organismo jurisdiccional competente conforme corresponda.
Artículo 12.- Todo hecho de omisión o demora de la Contraloría General en el diligenciamiento de las intervenciones solicitadas por una de las Cámaras del Poder Legislativo, por el Poder Ejecutivo, por los Gobiernos Departamentales y Municipales, transcurridos treinta días de la solicitud será comunicado a la Cámara de Diputados. Esta podrá requerir los informes correspondientes a los efectos que considere pertinente.
Artículo 13.- El contralor general por sí o por delegación al subcontralor u otro director de Departamento, designado expresamente en cada caso, intervendrá juntamente con el escribano mayor de Gobierno, en la destrucción e incineración de los documentos de la deuda pública, títulos valores u otros instrumentos declarados caducos o inservibles por autoridad competente. La no observancia de estas formalidades hace personalmente responsable a quienes lo hubieren dispuesto.
Artículo 14.- El contralor general, o quien lo represente, podrá asistir a las sesiones de los directorios o consejos de las instituciones cuya fiscalización le está encomendada. Tendrá en las mismas solo derecho a voz y no podrá percibir remuneración alguna por este hecho. Su intervención será sin perjuicio de las funciones asignadas por la Ley y los reglamentos pertinentes al síndico.

DE LOS EXAMENES, FISCALIZACION Y CONTROL
Artículo 15.- La Contraloría General procederá al examen e inspección de los libros, registros y documentos relativos a la Contabilidad del Estado, las Entidades Regionales o Departamentales, las Municipalidades, los del Banco Central y los demás Bancos del Estado o Mixtos, los de las entidades autónomas, autárquicas o descentralizadas, los de las empresas del Estado o mixtas, así como los de las Empresas o Entidades Multinacionales y todas las demás empresas de cuyo capital participe el Estado en forma directa o indirecta, en los términos de sus respectivas Cartas Orgánicas.
Artículo 16.- En el ejercicio de sus funciones ante los organismos o instituciones sometidas a su control y fiscalización, la Contraloría General, a falta de una definición sobre procedimientos, podrá interpretar las disposiciones administrativas y reglamentarias cuyo cumplimiento verifica, conforme a la naturaleza, objeto y funciones de las instituciones. Sus conclusiones, recomendaciones y dictámenes serán de cumplimiento obligatorio para todos los organismos sujetos a su control, en casos similares.
Artículo 17.- Los libros, documentos y cuentas aprobadas serán destruidos después de diez años de su revisión y control, salvo aquellos que por su valor histórico, la Contraloría General considere de interés conservarlos, para la cual se observarán las previsiones del Artículo 13 de esta Ley.
Artículo 18.- Las Entidades del Sector Público que para el cumplimiento de sus funciones deban realizar adquisiciones de bienes y servicios, suministros, locaciones de obras, enajenaciones y arrendamientos u otros actos similares, deberán implementar los trámites previstos en la Ley de Organización Administrativa y Leyes Especiales, sin requerimiento del dictamen previo de la Contraloría General, siendo de su exclusiva responsabilidad el cumplimiento de ellas.
La Contraloría General ejercerá la fiscalización de las mismas en cualquier etapa de su ejecución.
Artículo 19.- El control y fiscalización que la Contraloría ejerce sobre las instituciones de conformidad a la Constitución Nacional y esta Ley, serán sin perjuicio de las facultades que correspondan a otros organismos e instituciones del Estado como el Tribunal de Cuentas, 2ª Sala, a los que por Ley se asignen potestades de control y fiscalización.

DE LA INTERVENCION JUDICIAL
Artículo 20.- En los procedimientos de control y fiscalización, la Contraloría General podrá solicitar al Juez de Primera Instancia en lo Civil de Turno de la jurisdicción judicial correspondiente, el allanamiento de domicilios, locales, depósitos u otros recintos, con auxilio de la Fuerza Pública, medida que será proveída en el plazo de veinte y cuatro horas, si correspondiere.
Del contralor general

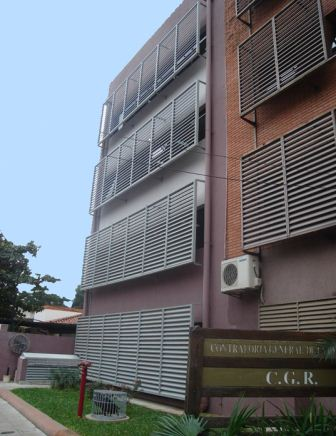
Contraloría General de la República del Paraguay

Artículo 21.- Corresponde al contralor general::
a) Representar a la Contraloría General en todos los actos en que ella intervenga;;
b) Dirigir las actividades de la institución;;
c) Presidir el Comité Ejecutivo de la entidad;; y,
d) Nombrar al personal de conformidad a lo establecido en esta Ley.
Del subcontralor
Artículo 22.- Corresponde al subcontralor::
a) Sustituir al contralor general en caso de impedimento, ausencia temporal o vacancia definitiva, asumiendo de inmediato todas sus atribuciones;
b) Cooperar con la labor que corresponde al contralor general de conformidad a esta Ley; y,
c) Supervisar el funcionamiento de las distintas dependencias de la Contraloría General.
De las sustituciones
Artículo 23.- Si el contralor general y el subcontralor estuvieren imposibilitados de ejercer sus funciones, lo reemplazará el director general de Asuntos Jurídicos de la institución, hasta tanto se disponga la designación de los sustitutos.
DEL REGIMEN DE ADQUISICIONES Y CONTRATACIONES
Artículo 24.- La contratación de obras y servicios, así como la adquisición de bienes, realizadas por la Contraloría General, cuyo valor exceda del equivalente de 10.000 jornales mínimos establecidos para actividades diversas no especificadas en la Capital, se harán por medio de licitación pública, de acuerdo a las leyes administrativas vigentes.
Cuando las contrataciones y adquisiciones sean inferiores a dicho monto, pero superiores a 5.000 jornales mínimos establecidos para actividades diversas no especificadas en la Capital, se podrán hacer por concurso de precios, previo anuncio en dos periódicos nacionales de gran circulación por tres días consecutivos y con diez días de anticipación.
Por sumas inferiores a este último monto se podrán efectuar por contratación directa.
Artículo 25.- La venta de bienes que integran el activo, sean muebles o inmuebles, deberá ser autorizada previamente por el Comité Ejecutivo, y realizada de conformidad a las leyes que rigen la materia.
Artículo 26.- El Comité Ejecutivo fijará en cada caso los requisitos y condiciones para el arrendamiento de bienes muebles o inmuebles.

ESTRUCTURA ORGANICA Y DETERMINACION DE FUNCIONES
Artículo 27.- Para el cumplimiento de las funciones, atribuciones y responsabilidades de la Contraloría General de conformidad a la Constitución Nacional y a las disposiciones legales vigentes, la estructura orgánica de la institución está constituida por los siguientes órganos::
a) El contralor;;
b) El subcontralor;;
c) Dirección General de Asuntos Jurídicos;;
d) Comité Ejecutivo;;
e) Auditoría Institucional;;
f) Asesoría Técnica;;
g) Planificación e informes;;
h) Secretaría General;;
i) Dirección General de Administración;;
j) Dirección General de Control de Administración Central;;
k) Dirección General de Control de Administración Descentralizada;;
l) Dirección General de Control de Organismos Departamentales y Municipales;;
m) Dirección General de Control de Obras Públicas;; y,
n) Dirección General de Licitaciones.

DEL COMITE EJECUTIVO
Artículo 28.- El Comité Ejecutivo estará integrado por los Directores de la Contraloría General, cuyas funciones serán reglamentadas por el mismo.
Artículo 29.- El proceso de selección del personal, calificación, promoción y destitución estará a cargo del Comité Ejecutivo, conforme al Reglamento Interno de la Institución.

REGIMEN DEL PERSONAL DE LA CONTRALORIA GENERAL
Artículo 30.- Los funcionarios de la Contraloría General deberán ser altamente técnicos y calificados, y pueden ser permanentes o de libre nombramiento y remoción.
Artículo 31.- Los funcionarios permanentes gozarán de estabilidad en el desempeño de sus cargos, cumplido un año de su nombramiento. Transcurrido dicho plazo, solo podrán ser separados del servicio, por las causales establecidas en el Reglamento Interno del Personal de la Institución, previa instrucción del sumario correspondiente.
Artículo 32.- El personal de libre nombramiento y remoción son aquellos que prestan servicios en forma transitoria o temporal, los técnicos y asesores contratados.
Artículo 33.- Los funcionarios titulares de los órganos establecidos en el Artículo 27 prestarán juramento ante el contralor de sostener y defender la Constitución Nacional, las leyes de la República y sus Reglamentaciones y de cumplir los deberes inherentes a su cargo, antes de ejercer sus funciones.
Artículo 34.- Sin perjuicio de lo dispuesto por la Constitución Nacional y las Leyes laborales, la institución contará con un Reglamento Interno del personal, donde se establecerán los derechos, deberes, obligaciones y sanciones de que será pasible el personal de la Contraloría General, cuya redacción y aprobación estarán a cargo del Comité Ejecutivo.
Artículo 35.- El contralor general nombrará al personal de la Institución, por el procedimiento a determinarse en el Reglamento Interno del Personal, a propuesta del Comité Ejecutivo.
Artículo 36.- Los funcionarios de la Contraloría General son personalmente responsables en los casos de transgresiones, delitos o faltas que cometiesen en el desempeño de sus funciones, sin perjuicio de la responsabilidad subsidiaria del Estado. Esta responsabilidad no excluye la que pudiere corresponderle a consecuencia de lo establecido por leyes especiales.
Artículo 37.- Facúltase a la Contraloría General a reglamentar el régimen de la carrera administrativa del personal nombrado con funciones permanentes, debiendo establecer la escala general de remuneraciones, conforme a la responsabilidad e idoneidad técnica que cada funcionario tenga dentro de la estructura orgánica de la institución, con miras a la elaboración presupuestaria.

DE LOS SINDICOS
Artículo 38.- Los síndicos asignados por Ley para el control y fiscalización de organismos e instituciones del Estado, serán designados por la Contraloría General. Ejercerán sus funciones conforme a la Ley y responderán ilimitada y solidariamente con los responsables de la repartición pública cuya auditoría y fiscalización se les confía, por los actos y documentos que verifiquen y autoricen. Sus remuneraciones formarán parte del Presupuesto General de Gastos de la Contraloría.

DE LAS RESPONSABILIDADES Y SANCIONES
Artículo 39.- La Contraloría General podrá tomar todas las medidas precautorias necesarias tendientes a resguardar las pruebas y evidencias obtenidas en el ejercicio de sus funciones.
Artículo 40.- La persona que proporcionare datos o informes falsos a la Contraloría General, será sancionada conforme a las disposiciones penales vigentes. Las normas que establezcan el secreto o reserva sobre determinados asuntos, no obstarán para que se proporcione la información y los antecedentes requeridos para el ejercicio de la fiscalización, sin perjuicio de que sobre su personal pese igual obligación de guardar tal reserva o secreto.

DISPOSICIONES GENERALES
Artículo 41.- Las entidades bajo control de la Contraloría General, se regirán por sus respectivas Cartas Orgánicas, sin perjuicio de lo dispuesto en esta Ley.
Artículo 42.- A los efectos de las auditorías que deban ser realizadas por el Tribunal de Cuentas y la Contraloría General en las Instituciones sujetas a su control, los comprobantes de gastos e inversiones quedarán bajo custodia y responsabilidad de las mismas, para la realización de las fiscalizaciones legales establecidas, conforme a los principios de contabilidad y normas de auditoría generalmente aceptadas.
Artículo 43.- El contralor general presentará anualmente en la apertura del periodo de Sesiones del Congreso Nacional, un informe general detallando las gestiones realizadas al cierre del último ejercicio financiero del Estado. Asimismo, informará en cualquier momento al Congreso Nacional o a cualquiera de sus Cámaras, cuando este así lo que requiera, sobre aspectos puntuales que hacen a su función de control.
Artículo 44.- El contralor general y el subcontralor serán designados por el procedimiento correspondiente en forma inmediata a la promulgación de esta Ley.
Artículo 45.- A los efectos de la designación del contralor general y el subcontralor, la Cámara de Senadores deberá proponer sesenta días antes del vencimiento del mandato constitucional las ternas respectivas a la Cámara de Diputados la que deberá realizar la designación correspondiente.
Artículo 46.- Derógase la Ley N.º 95/90 de fecha 3 de octubre de 1991, "POR LA QUE SE CREA LA CONTRALORIA GENERAL DE LA NACION" y demás disposiciones contrarias a esta Ley.
Artículo 47.- Comuníquese al Poder Ejecutivo.
Aprobada por la Honorable Cámara de Senadores el dieciséis de noviembre del año un mil novecientos noventa y tres y por la Honorable Cámara de Diputados, sancionándose la Ley de conformidad al Artículo 207 de la Constitución Nacional, el treinta de noviembre del año un mil novecientos noventa y tres. Objetada parcialmente por Decreto del Poder Ejecutivo N.º. 1.884/94 confirmándose la sanción de la Ley por la Honorable Cámara de Senadores el 26 de mayo de 1994 y por la Honorable Cámara de Diputados el 23 de junio de 1994.
Francisco José de Vargas
Presidente
H. Cámara de Diputados

Evelio Fernández Arévalos
Presidente
H. Cámara de Senadores

José Luis Cuevas
Secretario Parlamentario

Fermín Ramírez
Secretario Parlamentario

Asunción, 8 de julio de 1994
Téngase por Ley de la República, publíquese e insértese en el Registro Oficial.
El Presidente de la República
JUAN CARLOS WASMOSY
- Datos: Q5785177